# Quint Mummi
Quint Mummi (en llatí: Quintus Mummius) va ser tribú de la plebs l'any 187 aC.
Va ser el col·lega del seu germà Luci Mummi. Aquesta menció la fa Titus Livi.